# Bad Godesberg
Bad Godesberg és un districte urbà (stadtbezirk) de Bonn, al sud de Rin del Nord-Westfàlia (Alemanya). Quan Bonn era la capital de l'Alemanya Occidental, la majoria de les ambaixades estrangeres eren a Bad Godesberg. El 1969 va ser annexat a la ciutat de Bonn.